# حديث من القلب
حديث من القلب هي مذكرات كتبتها السيدة الأولى للولايات المتحدة لورا بوش، وساعدها الصحفي ليريك وينيك في كتابة الكتاب.

## محتويات
تروي لورا حادث السيارة الذي تسببت فيه عندما كانت في السابعة عشرة من عمرها والذي قُتل فيه صديق وزميل لها وأصيبت هي أيضًا بندوب. وكتبت أن انهيار عام 1963 "هو ذنب سأحمله لبقية حياتي".
تصف حياة شاعرية نشأت في مدلاند، تكساس. تسمي المدينة "مكانًا لمثلجات الآيس كريم ... وركوب المهر صباح يوم السبت". بعد أن روت بداية علاقتها مع جورج بوش، تتذكر السخرية التي أطلقها أحد الجيران "هل يمكنك أن تتخيل؟ العازب الأكثر تأهيلاً في مدلاند يتزوج خادمة مدلاند العجوز؟".
وأعربت في الكتاب عن دعمها لقرارات إدارة بوش مثل غزو العراق. وتختتم قائلة: "أنا فخورة بأن جورج، كرئيس، تصرف على أساس المبدأ، حيث وضع بلادنا أولاً ونفسه أخيرًا". وتروي على وجه التحديد سؤالها لزوجها "حول عدم جعل زواج المثليين قضية مهمة" في حملة إعادة انتخابه عام 2004، في حين انه اختار "القيم العائلية" المعارضة لزواج المثليين كموضوع محدد لبوش.